# Edith Quimby
Pour les articles homonymes, voir Quimby.
Edith Hinkley Quimby, née le 10 juillet 1891 à Rockford dans l'Illinois et morte le 11 octobre 1982 à New York, est une chercheuse médicale et physicienne américaine, mieux connue comme une des fondatrices de la médecine nucléaire. Son travail consiste à développer des applications diagnostiques et thérapeutiques des  rayons X. L'une de ses principales préoccupations est de protéger les personnes qui manipulaient les matières radioactives et de veiller à ce que les personnes traitées reçoivent la dose la plus faible possible.

## Biographie

### Jeunesse et éducation
Elle naît le 10 juillet 1891 à Rockford dans l'Illinois. En 1912, elle obtient un baccalauréat en mathématiques et physique du Whitman College de Washington. Après un bref passage à l'enseignement secondaire à Nyssa, en Oregon, elle reçoit une bourse en 1914 pour ses études de maîtrise à l'Université de Californie qu'elle gagne en 1916.

### Carrière et héritage
En 1919, elle s'installe à New York, où elle travaille au Memorial Sloan-Kettering Cancer Center comme physicienne adjointe de Gioacchino Failla, ce qui est très rare pour une femme à cette époque; elle y devient physicienne associée en 1932. Sa relation de travail avec Failla s'est poursuivie pendant encore quarante ans. En 1919, elle a rejoint le Centre de recherche radiologique, où elle est restée à l'école de médecine de Columbia jusqu'en 1978. Ses recherches à l'Hôpital Memorial ont porté sur les doses sûres de rayonnement médicinal, en observant l'énergie émise par les matériaux potentiels pour la médecine nucléaire ainsi que la quantité de rayonnement absorbée par l'organisme à partir de différentes sources. Elle a également étudié le potentiel des matières radioactives de synthèse pour le traitement du cancer et dans d'autres applications de recherche médicale.
En 1941, elle rejoint la faculté de l'Université de Cornell Medical College à titre de professeure adjointe de radiologie. L'année suivante, elle est devenue professeure agrégée de physique des rayonnements au College of Physicians and Surgeons de l'Université Columbia. Elle a été promue professeur titulaire en 1954 et a pris sa retraite en 1960.
Quimby a reçu de nombreux prix pour son travail tout au long de sa carrière et a participé à plusieurs sociétés scientifiques. En 1940, elle a été la première femme à recevoir la médaille Janeway de l'American Radium Society. L'année suivante, elle reçoit la Médaille d'or de la Radiological Society of North America, pour son travail qui « a rendu tous les radiologistes redevables ». Elle a été élue présidente de l'American Radium Society en 1954. En 1963, l'American College of Radiology lui a décerné sa médaille d'or. Elle a été l'une des premières membres de l'American Association of Physicists in Medicine.

### Recherche
En 1962, elle a publié un article intitulé « Late Radiation Effects in Roentgen Therapy for Hyperthyroidism » dans lequel elle suggérait de cesser toute thérapie Roentgen (Radiothérapie) jusqu'à ce que nous ayons une meilleure idée de la façon dont ce type de traitement affecte les patients sur le long terme.

### Vie personnelle
Elle était l'un des trois enfants d'Arthur S. Hinkley, agriculteur et architecte, et de Harriet Hinkley, elle a épousé Shirley Leon Quimby, en 1915.

### Mort
Edith Quimby meurt le 11 octobre 1982 à son domicile à Manhattan.

## Publications
- Quimby, E. H.; Werner, S. C. (1949), la Fin des Effets de la Radiation dans Roentgen Thérapie pour l'Hyperthyroïdie. JAMA. 1949;140(12):1046-1047. (DOI 10.1001/jama.1949.02900470050018)
- O. Glasser, E. H. Quimby, L. S. Taylor et J. L. Weatherwax, Physical Foundations of Radiology, New York, Hoeber, 1944